# Himantochaeta cultellata
Himantochaeta cultellata är en tvåvingeart som beskrevs av Lindner 1939. Himantochaeta cultellata ingår i släktet Himantochaeta och familjen vapenflugor. Inga underarter finns listade i Catalogue of Life.